# Die Adler Roms
Die Adler Roms (französischer Originaltitel: Les Aigles de Rome) ist eine frankobelgische Comicserie des Italieners Enrico Marini, der den Comic alleine schrieb, zeichnete und kolorierte. Seit 2007 erschienen fünf Alben, wobei die Serie auf sechs bis acht Bände ausgelegt ist. Eine deutschsprachige Veröffentlichung erfolgt seit 2009 beim Carlsen Verlag.
In der Erstauflage nur in Softcover-Bänden erschienen, veröffentlichte Carlsen ab 2019 eine gebundene Neuausgabe. Wie für Marinis Arbeiten typisch, verzichtete er völlig auf Computer und entsprechende Grafikprogramme, zeichnete und kolorierte den ganzen Comic rein per Hand.
Der Historiencomic behandelt das Leben des Germanenfürsten Arminius und des fiktiven Römers Marcus Valerius Falco und ihre durch die Umstände geplagte Freundschaft sowie im weiteren Verlauf die Varusschlacht. Laut eigenen Angaben legt Marini viel Wert auf Recherche und eine realistische und glaubhafte Darstellung. Der Titel der Reihe bezieht sich dabei auf die drei römischen Legionsadler, die in der Varusschlacht allesamt verloren gingen.